# Tachytrechus boharti
Tachytrechus boharti är en tvåvingeart som beskrevs av Harmston 1968. Tachytrechus boharti ingår i släktet Tachytrechus och familjen styltflugor.
Artens utbredningsområde är Kalifornien. Inga underarter finns listade i Catalogue of Life.